# Donautal mit Bära- und Lippachtal
Das Donautal mit Bära- und Lippachtal ist ein vom Landratsamt Tuttlingen am 20. Januar 1989 durch Verordnung ausgewiesenes Landschaftsschutzgebiet auf dem Gebiet der Gemeinden Buchheim, Fridingen an der Donau, Kolbingen, Mahlstetten und Mühlheim an der Donau.

## Lage
Das Landschaftsschutzgebiet Donautal mit Bära- und Lippachtal umfasst das Obere Donautal zwischen Buchheim und Mühlheim an der Donau sowie das Lippachtal östlich von Mahlstetten. Auch das untere Bäratal  bei Fridingen sowie das Ostertal bei Mühlheim gehören zum Landschaftsschutzgebiet. Es gehört zu den drei Naturräumen Hegaualb, Baaralb und Oberes Donautal und Hohe Schwabenalb.

## Landschaftscharakter
Das Gebiet wird vom tief eingeschnittenen Durchbruchstal der Oberen Donau geprägt, dessen steile Hänge durch markante Felsformationen und naturnahe Hangwälder gekennzeichnet sind. Die Auen sowohl von Donau as auch von Bära und Lippach sind größtenteils offen und werden als Grünland genutzt. Zumeist werden die Fließgewässer von schmalen Galerieauwäldern begleitet.

## Zusammenhängende Schutzgebiete
In das Landschaftsschutzgebiet eingebettet liegen die Naturschutzgebiete Buchhalde-Oberes Donautal und Stiegelesfels-Oberes Donautal. Das Teilgebiet Lippachtal ist mit dem Schutzgebiet über die Naturschutzgebiete Triebhalde und Galgenberg verbunden.
Im Norden grenzen die Landschaftsschutzgebiete Feldmarkung östlich von Kolbingen und Bäratal an. Donauabwärts wird das Schutzgebiet als Landschaftsschutzgebiet Donau- und Schmeiental fortgesetzt.
Ein großer Teil des Landschaftsschutzgebiets gehört zum FFH-Gebiet Großer Heuberg und Donautal und zum Vogelschutzgebiet Südwestalb und Oberes Donautal. Das gesamte Landschaftsschutzgebiet liegt im Naturpark Obere Donau.